# Martin Kern (Fußballspieler)
Martin Kern (* 23. März 2006 in Szeged) ist ein ungarischer Fußballspieler.

## Karriere

### Verein
Kern begann seine Karriere beim Szilády RFC. Zur Saison 2017/18 wechselte er in die Jugend des Puskás Akadémia FC. Im Januar 2023 stand er erstmals im Profikader von Puskás. Sein Debüt in der Nemzeti Bajnokság gab er dann im Februar 2023 gegen den Zalaegerszegi TE FC. Bis zum Ende der Saison 2022/23 kam er zu zwei Einsätzen im ungarischen Oberhaus. In der Saison 2023/24 kam er nicht zum Zug.
Zur Saison 2024/25 wechselte Kern zum österreichischen Bundesligisten SK Sturm Graz. Nach 27 Ligaspielen für die zweite Mannschaft der Grazer und sechs Einsätzen in der UEFA Youth League 2024/25 kehrte Kern nach Ungarn zum Puskás Akadémia FC zurück.

### Nationalmannschaft
Kern spielte 2021 erstmals für eine ungarische Jugendnationalauswahl. Mit dem U-17-Team nahm er 2023 an der Heim-EM teil. Während des Turniers kam er in allen drei Partien der Ungarn als Kapitän zum Einsatz, schied mit seinem Land aber in der Vorrunde aus.

## Erfolge
- Österreichischer Meister: 2025